# Шинкарик Микола Іванович
Шинкарик Микола Іванович (20 листопада 1960, с. Шевченкове Снятинського району Івано-Франківської області) — український вчений у галузі математики, кандидат фізико-математичних наук, доцент, проректор Тернопільського національного економічного університету.

## Життєпис
Після закінчення середньої школи працював, а в 1978 вступив на перший курс математичного факультету Чернівецького державного університету.
Під час навчання розпочав займатися науковою роботою під керівництвом професора Михайла Паловича Ленюка.
Після закінчення університету працював інженером-програмістом Чернівецького філіалу Київського інституту автоматики.
З 1984 року працював у Тернопільському національному економічному університеті на посадах: молодшого наукового співробітника, викладача, старшого викладача, доцента і завідувача кафедри вищої математики. У 1993 році обраний головою профкому співробітників університету, є постійним членом Тернопільської обласної ради профспілки працівників освіти і науки.

## Наукові інтереси
Досліджує гібридні інтегральні перетворення (Фур'є, Лежандра) і застосування їх до розв'язування сингулярних задач математичної фізики.

## Доробок
Є автором понад 118 друкованих праць, співавтором підручника «Вища математика», навчальних посібників «Теорія імовірності», «Математична статистика», «Практикум для розв'язування задач з теорії імовірності і математичної статистики».

### Найважливіші праці[2]
1. Вища математика [Текст] : підручник / В. А. Домбровський, І. М. Крижанівський, Р. С. Мацьків [та ін.] ; за ред. М. І. Шинкарика. – Тернопіль : Вид. Карп'юка, 2003. – 480 с.
2. Типові індивідуальні розрахункові завдання з вищої математики [Текст] : навч. посіб. [електронний ресурс] / за ред. М. І. Шинкарика. – 4-те вид., доповн. – Тернопіль : Збруч, 2008. – 213 с.
3. Алілуйко, А. М. Комплексні практичні індивідуальні завдання з вищої математики [Текст]: навч. посіб. / А. М. Алілуйко, В. М. Неміш, М. І. Шинкарик. — Тернопіль: ТНЕУ, 2013. — 158 с.
4. Дидактичні матеріали курсу "Математика для економістів" [Електронний ресурс] / В. О. Єрьоменко, М. І. Шинкарик, Р. М. Бабій [та ін.]. – Тернопіль : [б. в.], 2008. – 52 с.
5. Математика для економістів [Електронний ресурс] / В. О. Єрьоменко, М. І. Шинкарик, Р. М. Бабій [та ін.]. – Тернопіль : [б. в.], 2008. – 144 с.
6. Єрьоменко, В. О. Математична статистика [Текст] / В. О. Єрьоменко, М. І. Шинкарик. — Вид. 2-ге, доп. і перероб. — Тернопіль: Економічна думка, 2003. — 247 с.
7. Єрьоменко, В. О. Математична статистика. Теоретичний матеріал, практикум, індивідуальні завдання [Текст]: навч. посіб. / В. О. Єрьоменко, М. І. Шинкарик. — Тернопіль: Економічна думка, 2001. — 247 с.
8. Практикум з теорії імовірностей та математичної статистики [Текст]: навч. посіб. / В. О. Єрьоменко, М. І. Шинкарик, Р. М. Бабій, А. І. Процик. — Тернопіль: Економічна думка, 2006. — 320 с.
9. Практикум з теорії імовірностей та математичної статистики [Текст]: навч. посіб. / В. О. Єрьоменко, М. І. Шинкарик, Р. М. Бабій, А. І. Процик. — Тернопіль: Економічна думка, 2005. — 317 с.
10. Єрьоменко, В. О. Теорія імовірностей . Теоретичний матеріал, практикум, індивідуальні завдання [Текст]: навч. посіб. / В. О. Єрьоменко, М. І. Шинкарик. — Тернопіль: Економічна думка, 2002. — 176 с .
11. Єрьоменко, В. О. Теорія імовірностей. Теоретичний матеріал, практикум, індивідуальні завдання [Текст] / В. О. Єрьоменко, М. І. Шинкарик. — навч. посіб. — Тернопіль: Економічна думка, 2001. — 176 с.
12. Єрьоменко, В. О. Теорія імовірностей. Теоретичний матеріал, практикум, індивідуальні завдання [Текст]: навч. посіб. / В. О. Єрьоменко, М. І. Шинкарик. — Тернопіль: Економічна думка, 2000. — 176 с.
13. Іващук, О. Т.Â  Математика [Текст]: навч. посіб. / О. Т. Іващук, С. А. Пласконь, О. С. Башуцька ; за ред. М. І. Шинкарика. — Тернопіль: ТНЕУ, 2010. — 214 с. — (До 50-річчя ТНЕУ).
14. Ректор і університет — одна історія на двох [Текст] / кол. авт. Г. П. Журавель, А. І. Крисоватий, Б. Л. Луців, М. І. Шинкарик ; кер. проекту В. Г. Дем'янишин. — Тернопіль: Економічна думка, 2010. — 270 с.
15. Типові індивідуальні розрахункові завдання з вищої математики [Текст]: навч. посіб. / за ред. М. І. Шинкарика. — Тернопіль: Вид. Карп'юка, 2003. — 208 с.